# Hot Space
Hot Space è il decimo album in studio della rock band britannica Queen, pubblicato il 4 maggio 1982.

## Descrizione
Dopo l'enorme successo ottenuto con il singolo Another One Bites the Dust, contenuto nell'album precedente The Game, caratterizzato da una chiara influenza d'ispirazione funky e dall'uso di sintetizzatori (che fino al quel momento erano stati evitati dai componenti della band in quanto, sostenevano, fossero strumenti che ancora non avevano trovato un'"anima"), i Queen produssero un album nel quale, in molti brani, si sentirono riproposte e sviluppate la suddetta influenza (stavolta dichiaratamente funk) e, più generalmente, alcune delle sonorità che avevano caratterizzato parte dell'album precedente. Questo esperimento non entusiasmò molti dei fan della band (già lo stesso album The Game aveva suscitato alcune perplessità a causa del sintetizzatore pur avendo avuto un buon apprezzamento, sia di critica, sia di pubblico), facendo sì che l'album Hot Space ottenesse un minore successo di vendita rispetto ai precedenti.
Non mancarono alcuni brani di grande successo, primo fra tutti Under Pressure, nato durante una jam session con David Bowie, seguito da Las palabras de amor (The Words of Love), che fu scelta dal gruppo per una delle sue rare apparizioni a Top of the Pops; importante anche la canzone Life Is Real, dedicata alla memoria di John Lennon, scomparso un anno prima l'8 dicembre 1980. Per Calling All Girls fu girato un videoclip tratto dal film L'uomo che fuggì dal futuro di George Lucas. È una delle poche canzoni rock che si trovano nel disco.
La prima versione di Cool Cat, canzone scritta da John Deacon e Freddie Mercury, vide ogni singolo strumento, sintetizzatore compreso, suonati interamente da Deacon, fatta eccezione per le voci: la voce principale è quella di Freddie Mercury, ma quella bassa di sottofondo apparteneva a David Bowie.
Nel libretto della raccolta Deep Cuts 2 del 2011, i curatori delle note Greg Brooks e Gary Taylor, scrivendo dell'album Hot Space, hanno fatto una specificazione abbastanza curiosa. La canzone Put Out the Fire, che è una canzone di condanna verso la tolleranza dell'utilizzo delle armi da fuoco, in Hot Space è subito seguita da Life Is Real (Song for Lennon) e l'accoppiamento delle due canzoni nella tracklist dell'album non è casuale: si tratta infatti di una presa di posizione sull'assassinio di John Lennon a un anno di distanza dal fatto.

## Pubblicazione e accoglienza
A causa delle sue sonorità dance-pop, Hot Space viene generalmente considerato da critica e pubblico uno dei dischi dei Queen più artisticamente insoddisfacenti. Stephen Erlewine del sito Allmusic.com scrisse che era finito il tempo dove "la band proclamava fieramente di non usare sintetizzatori nei propri album", diventando invece improvvisamente un gruppo capace di dedicare un'intera facciata di un LP a suoni robotici, new wave, dance-pop, tutti sorretti da drum machine e colorati da tastiere, con la chitarra di Brian May che fa capolino solo occasionalmente. Alexis Petridis di The Guardian diede all'album due stellette su cinque e disse: «Come i Queen, la disco era melodrammatica, irrimediabilmente camp, con arrangiamenti stravaganti e onnivora in quanto ad influenze. O almeno lo è stata. All'epoca di Hot Space nel 1982, la disco music era diventata uno strambo, scheletrico e monotono sound elettronico sperimentato per primo dal DJ Larry Levan, che veramente non si addice proprio ai Queen».
«Un buon pezzo di disco bianca scorrevole, brillante e ben sostenuto dall'elettronica. Roba forte», disse Sounds in una sua recensione del disco.
Nel 2011 l'album è stato rimasterizzato in digitale dalla Island/Universal ed è stato distribuito in formato standard e in formato deluxe, contenente l'album originale ed un EP bonus. 

## Tracce
1. Staying Power – 4:13 (Freddie Mercury)
2. Dancer – 3:50 (Brian May)
3. Back Chat – 4:36 (John Deacon)
4. Body Language ↑⬱ – 4:31 (Freddie Mercury)
5. Action This Day – 3:38 (Roger Taylor)
6. Put Out the Fire – 3:20 (Brian May)
7. Life Is Real (Song for Lennon) – 3:31 (Freddie Mercury)
8. Calling All Girls – 3:52 (Roger Taylor)
9. Las palabras de amor (The Words of Love) – 4:32 (Brian May)
10. Cool Cat – 3:29 (John Deacon, Freddie Mercury)
11. Under Pressure (with David Bowie) – 4:08 (Brian May, John Deacon, David Bowie, Freddie Mercury, Roger Taylor)

EP bonus nella riedizione del 2011
1. Staying Power (Live at Milton Keynes Bowl, June 1982) – 3:58 (Freddie Mercury)
2. Soul Brother (B-Side) – 3:37 (Queen)
3. Back Chat (Single Remix) – 4:14 (John Deacon)
4. Action This Day (Live in Tokyo, November 1982) – 6:25 (Roger Taylor)
5. Calling All Girls (Live in Tokyo, November 1982) – 4:45 (Roger Taylor)

## Formazione
Queen
- Freddie Mercury – voce, tastiera (tracce 1, 4, 5, 7, 10 e 11), drum machine (tracce 1 e 4), synth bass (tracce 1 e 4), cori, produzione
- Brian May – voce (tracce 6 e 9), chitarra elettrica e acustica (eccetto traccia 10), tastiera (traccia 9), drum machine (traccia 2), synth bass (traccia 2), cori (tracce 2, 6 e 9), produzione
- John Deacon – basso (tracce 3 e 6–11), chitarra elettrica (tracce 1, 3 e 10), drum machine (tracce 3 e 10), sintetizzatore (tracce 3 e 10), produzione
- Roger Taylor – voce (traccia 5), batteria acustica e elettronica (eccetto traccia 10), percussioni (tracce 2, 6, 8), drum machine (traccia 1), chitarra elettrica (traccia 5), chitarra acustica (traccia 8), sintetizzatore (traccia 5), cori (tracce 2, 5, 6, 8, 9 e 11), produzione

Altro personale
- David Bowie – voce e sintetizzatore (traccia 11)
- Arif Mardin – produzione e arrangiamento corni (traccia 1)
- Reinhold Mack – produzione, synth bass (traccia 5)
- David Richards – pianoforte (traccia 11)

## Classifiche

### Classifiche settimanali
| Classifica (1982) | Posizione massima |
| ----------------- | ----------------- |
| Australia         | 15                |
| Austria           | 1                 |
| Canada            | 6                 |
| Francia           | 7                 |
| Germania          | 5                 |
| Giappone          | 6                 |
| Italia            | 9                 |
| Norvegia          | 3                 |
| Nuova Zelanda     | 5                 |
| Paesi Bassi       | 1                 |
| Regno Unito       | 4                 |
| Stati Uniti       | 22                |
| Svezia            | 4                 |
| Svizzera          | 5                 |

### Classifiche di fine anno
| Classifica (1982) | Posizione |
| ----------------- | --------- |
| Austria           | 17        |
| Canada            | 46        |
| Francia           | 14        |
| Germania          | 35        |
| Italia            | 54        |
| Paesi Bassi       | 53        |
| Regno Unito       | 51        |